# Systèmes d'armes actifs de la Royal Navy
 (juin 2025).
Ceci est une liste des systèmes d'armes actifs de la Royal Navy.

## Armes à feu

### Canon naval Mark 8 de 4,5 pouces
Le canon Mark 8 de 4,5 pouces (114 mm) se trouve sur toutes les frégates et destroyers de la Royal Navy et fut utilisé depuis la guerre des Malouines jusqu'à la guerre d'Irak. Le canon peut tirer jusqu'à 24 obus explosifs par minute, chacun pesant plus de 40 kg, sur des cibles situées à plus de 19 km – cette portée peut être étendue à près de 29 km si des obus spéciaux à portée étendue sont utilisés.
L'objectif principal du canon est l'appui-feu naval – le bombardement d'artillerie de cibles côtières. Dans ce rôle, le canon est capable de tirer l'équivalent d'une batterie côtière de six canons. Il peut encore être utilisé comme arme anti-navire.

### Canon naval de 30 mm DS-30B Mk 1/DS30M Mark 2
Les DS-30B Mk 1 et DS30M Mark 2 de 30 mm sont des systèmes de canons navals automatisés de 30 millimètres (1,2 pouce) conçus pour défendre les navires contre les embarcations d'attaque côtière rapides armées d'armes à courte portée. Le système DS30M Mark 2 consiste en un canon Mk 44 Bushmaster II de 30 mm sur un affût entièrement automatisé avec un directeur électro-optique déporté (EOD). Les systèmes sont installés sur toutes les frégates Type 23 (Mk2), les destroyers Type 45 (rapportés comme transportant des Mk1 en 2021), les patrouilleurs hauturiers de classe River Batch 2 (OPV) (Mk2), les chasseurs de mines de classe Hunt (Mk1), les chasseurs de mines de classe Sandown (Mk1) et plusieurs navires de la Royal Fleet Auxiliary (RFA) (classes Bay et Tide) tous rapportés comme transportant des Mk1 lorsque des paquets d'armement leur sont ajoutés. Le système peut être déployé sur les porte-avions HMS Queen Elizabeth et HMS Prince of Wales, mais en 2021 n'avait pas encore été installé,,.

### Canon Oerlikon de 20 mm
Le canon Oerlikon de 20 mm (0,79 pouce) se trouve sur les patrouilleurs de classe River Batch 1, le navire principal de réception des blessés RFA Argus, et le navire de ravitaillement polyvalent RFA Fort Victoria (en).

### Mitrailleuse lourde Browning de calibre .50 (12,7 mm)
La mitrailleuse lourde Browning calibre .50 se trouve équipée sur des navires, le premier étant le HMS Atherstone en 2014, et en 2021 il fut rapporté que le HMS Lancaster en avait également été équipé. En 2023, les mitrailleuses lourdes calibre .50 étaient censées remplacer l'ancienne minigun de 7,62 mm sur les navires de la Royal Navy.

### Miniguns de 7,62 mm

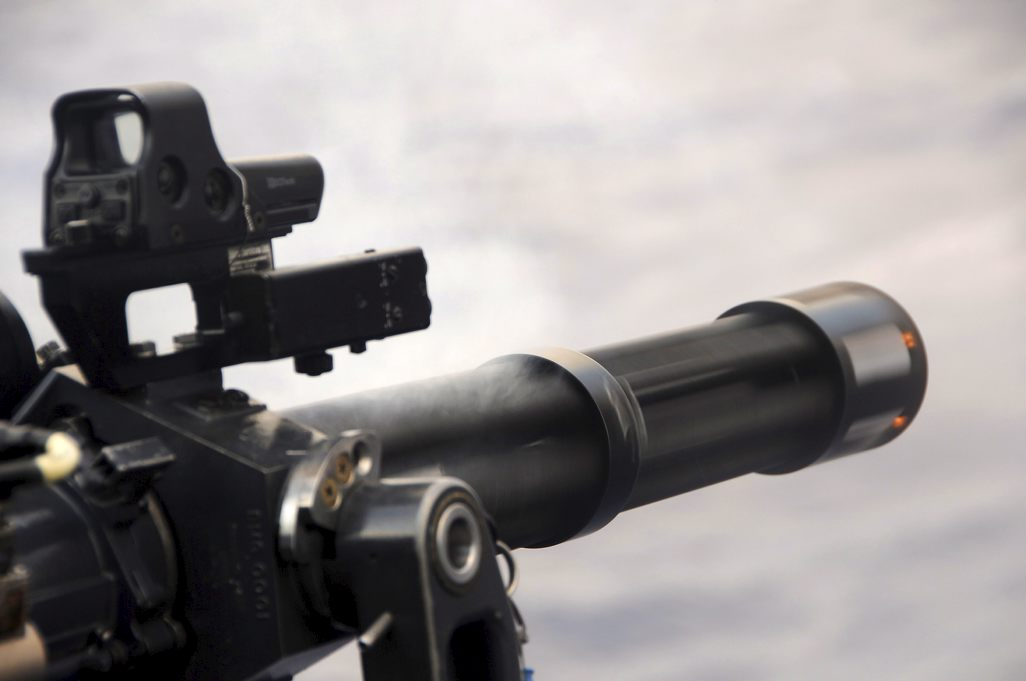
Un minigun à bord du HMS Monmouth

Tous les navires de la Royal Navy transportaient des miniguns pour la défense rapprochée. Mais le système était programmé pour être retiré du service en 2023 et remplacé par des mitrailleuses lourdes Browning calibre .50.

### Mitrailleuse polyvalente de 7,62 mm (GPMG)
Les GPMG sont utilisées pour la défense rapprochée.

## Systèmes d'armes rapprochées

### Phalanx CIWS 20 mm
Le système d'armes rapprochées Phalanx (CIWS) est un système de défense contre les missiles anti-navires. Il est installé sur les porte-avions de classe Queen Elizabeth, les destroyers Type 45 ainsi que sur les navires de la Royal Fleet Auxiliary lorsque ces navires reçoivent des paquets d'armement. Il figure également actuellement dans les plans [Quand ?] de la nouvelle frégate Type 26. Durant l'opération Telic, les canons Phalanx furent retirés des navires et furent servis par du personnel de la Royal Navy basé à l'aéroport de Bassora, dans le cadre du système Centurion C-RAM.
Le Phalanx est désormais le seul CIWS installé sur les navires de la Royal Navy suite au désarmement du HMS Invincible, du HMS Illustrious et des frégates Type 22 qui étaient équipés du Goalkeeper. Le dernier système Goalkeeper actif fut retiré du HMS Bulwark lorsqu'il entra en disponibilité prolongée en 2016.

## Torpilles

### Torpille Spearfish
La torpille Spearfish est la torpille lourde de la Royal Navy, pesant près de 2 tonnes métriques, qui est emportée par les sous-marins d'attaque et les sous-marins lance-missiles balistiques. Elle a une portée de plus de 48 km avec une vitesse supérieure à 148 km/h et peut être utilisée soit contre d'autres sous-marins soit contre des navires de toute taille. Elle emporte une charge explosive de 300 kg et est guidée soit par son sonar intégré soit via un fil de cuivre-cadmium.
La Spearfish fait l'objet d'un programme de modernisation majeure qui fournira des avancées sophistiquées dans ses systèmes d'autodirecteur, d'ogives, tactiques et de carburant, ainsi qu'une liaison de guidage améliorée

### Torpille Sting Ray
La torpille Sting Ray est la torpille légère de la Royal Navy qui est conçue pour être emportée par les hélicoptères anti-sous-marins AgustaWestland Merlin et Lynx Wildcat. Elle a une portée d'environ 8 km avec une vitesse de plus de 84 km/h et est conçue pour être utilisée principalement contre les sous-marins. Elle emporte une charge explosive de 45 kg qui est suffisamment puissante pour percer les doubles coques des sous-marins modernes. Elle est également intégrée à bord des frégates Type 23, déployée par deux lance-torpilles doubles.

## Charges sous-marines
La charge de profondeur Mk11 est une charge de profondeur utilisée par les hélicoptères Lynx Wildcat ou Merlin Mk2 pour attaquer les sous-marins ennemis.

## Système de déminage

### Seafox
Le système de déminage Seafox est un véhicule sous-marin inhabité (UUV) utilisé par les chasseurs de mines des classes Sandown et Hunt pour contrer les mines navales. L'unité incorpore un système de surveillance télécommandé afin d'identifier une cible, guidé depuis le navire porteur via des câbles à fibre optique. Une fois qu'une mine a été identifiée, une unité autonome ou téléguidée à usage unique est dirigée vers la cible et fait exploser une charge creuse pour détruire la mine. Quatre moteurs réversibles indépendants et un propulseur de sustentation fournissent une grande manœuvrabilité, permettant un placement précis avant la détonation de la charge. Le Seafox a été utilisé par la Royal Navy pour déminer les eaux côtières lors des conflits en Irak et en Libye.

## Missiles sol-air

### Sea Ceptor
Le missile Sea Ceptor est actuellement[Quand ?] entrain d'être équipé sur les frégates Type 23, en remplacement du missile Sea Wolf. Il a une portée maximale de plus de 25 kilomètres et peut atteindre Mach 3. Le fabricant déclare qu'il a un « large éventail de cibles », incluant la capacité d'engager de petits navires de guerre, ce qui donnerait au missile un rôle surface-surface limité. Un officier de la Royal Navy de la frégate Type 23 HMS Westminster a déclaré :

« Westminster a réussi à explorer le véritable potentiel du système durant son entraînement et dire que c'est un vrai changement de donne est un euphémisme. Contrairement à son prédécesseur, le système est capable de défendre d'autres navires que Westminster elle-même. Qu'il s'agisse d'engager de multiples menaces aériennes ou des embarcations d'attaque rapides, Sea Ceptor représente une amélioration massive des capacités pour la frégate Type 23. »

### Sea Viper

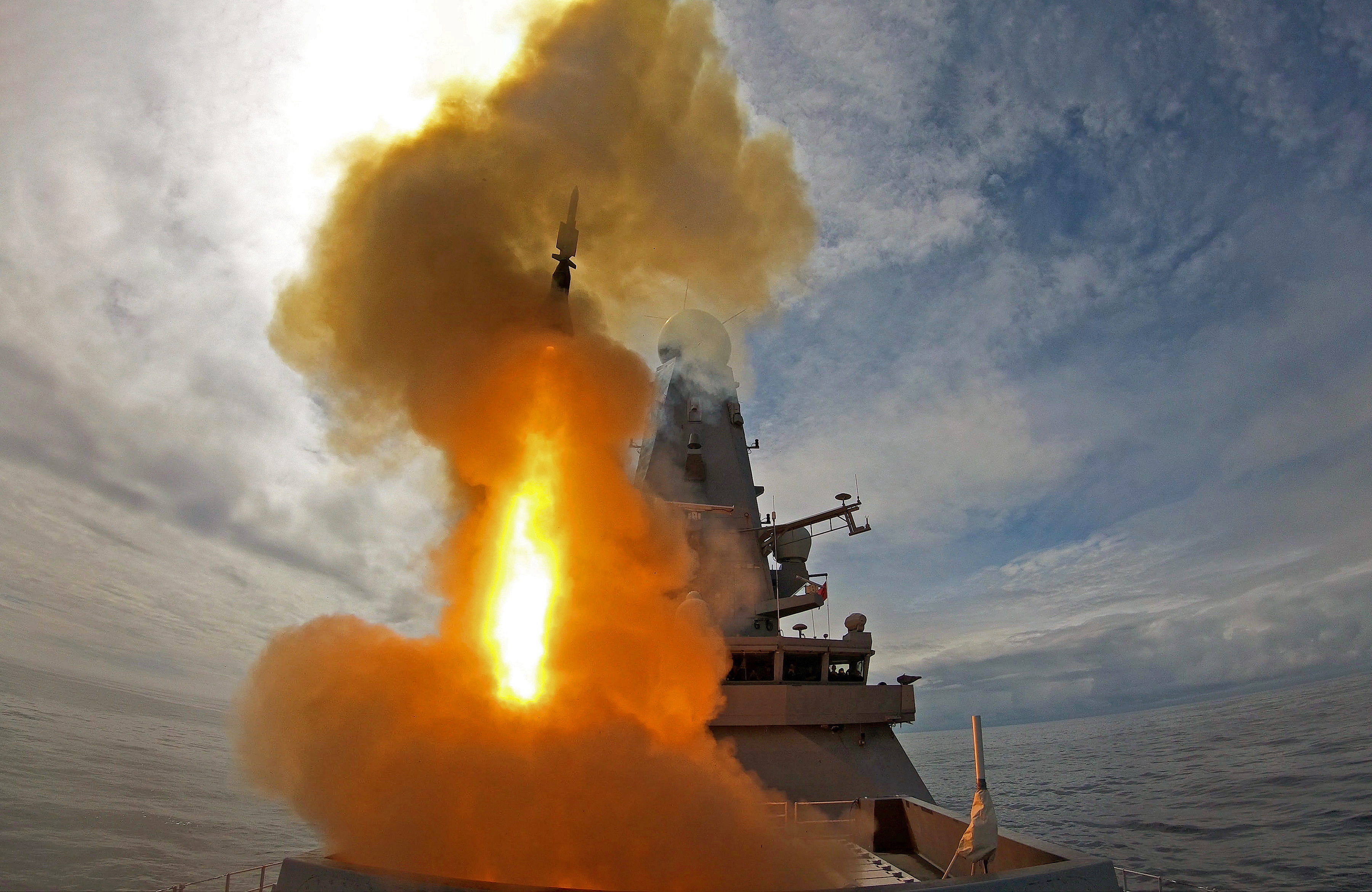
tirant un missile Aster.

Le Sea Viper est l'arme principale des destroyers Type 45. En tant que partie du PAAMS, il peut défendre une force opérationnelle navale entière contre les menaces aériennes jusqu'à 110 km de distance.
À l'international, le système Sea Viper est connu sous le nom de Principal Anti-Air Missile System. Il comprend le radar SAMPSON, un système de gestion de combat, le radar longue portée S1850M, le système de lancement vertical Sylver et les missiles Aster 15 (32 km) et Aster 30 (121 km), qui sont très manœuvrables et capables de vitesses supérieures à Mach 4.
Une évolution du système Sea Viper est en cours dans le cadre du programme Sea Viper Evolution, destiné à intégrer une capacité d’interception de missiles balistiques. Cette mise à niveau inclut l’introduction du missile Aster 30 Block 1 à bord des destroyers de type 45, ainsi qu’une modernisation des radars et du système de combat. Le ministère britannique de la Défense a annoncé en mai 2024 un investissement de 405 millions de livres sterling pour ce programme, avec une capacité opérationnelle initiale attendue en février 2028,,,.

## Missiles anti-navires

### Missile de frappe navale
En novembre 2022, le secrétaire d'État britannique à la Défense, Ben Wallace, confirma que le Naval Strike Missile norvégien serait acheté pour équiper un total de onze frégates Type 23 et destroyers Type 45 de la Royal Navy sur une base intérimaire,. À partir de fin 2023, le Naval Strike Missile (NSM) commença à être installé sur un total de 11 frégates Type 23 et destroyers Type 45 dans une configuration de conteneurs 2×4 pour remplacer le missile anti-navire Harpoon Block 1C, qui fut officiellement retiré à la fin de 2023 (bien que le Harpoon ait encore été conservé sur le HMS Lancaster à la fin de 2024),. Le NSM a également la capacité d'attaquer des cibles terrestres.
Le remplacement permanent du Harpoon sera le FC/ASW (Future Cruise/Anti Ship Weapon ; Futur missile antinavire/Futur missile de croisière), annoncé pour la première fois en 2016, il volera à vitesse hypersonique et équipera les nouvelles frégates Type 26 à partir de 2028,. En octobre 2021, cela fut suspendu,. Il fut ensuite annoncé en novembre que l'introduction de ces armes pourrait être retardée jusqu'aux années 2030.

### Martlet
Le Martlet est un missile léger air-sol, antiaérien et sol-sol en développement par Thales Air Defence pour le Royaume-Uni. En 2021, le Martlet est entré en service initial sur les AgustaWestland AW159 Wildcat de la Fleet Air Arm en mode air-sol avec jusqu'à vingt missiles Martlet envisagés pour le déploiement sur un seul hélicoptère Wildcat. Le missile est conçu pour contrer les embarcations d'attaque rapides légères. La capacité opérationnelle complète est anticipée en 2025, bien qu'il incorpore également une capacité antiaérienne démontrant son efficacité contre les drones par exemple.
Le Martlet a également été testé en mode sol-sol sur la frégate Type 23, utilisant un lanceur monté sur le côté du canon de 30 mm, bien qu'il n'ait pas été déployé par la marine dans cette capacité.

### Sea Venom
Le Sea Venom est un missile anti-navire léger lancé par hélicoptère développé par MBDA pour remplacer le Sea Skua. Les missiles Sea Venom furent rapportés déployés avec les hélicoptères Wildcat de la Royal Navy opérant dans le cadre du groupe aéronaval de la Royal Navy en 2021. Le missile pèse 110 kg et a une ogive de 30 kg. Cependant, des défis opérationnels furent rapportés en 2023 comme « en cours » et la capacité opérationnelle complète pour le Sea Venom fut retardée jusqu'en 2026,. Il est optimisé pour attaquer les navire d'attaque rapide (FIAC), cependant il peut également endommager des cibles jusqu'à la taille de corvettes.

## Missiles d'attaque terrestre

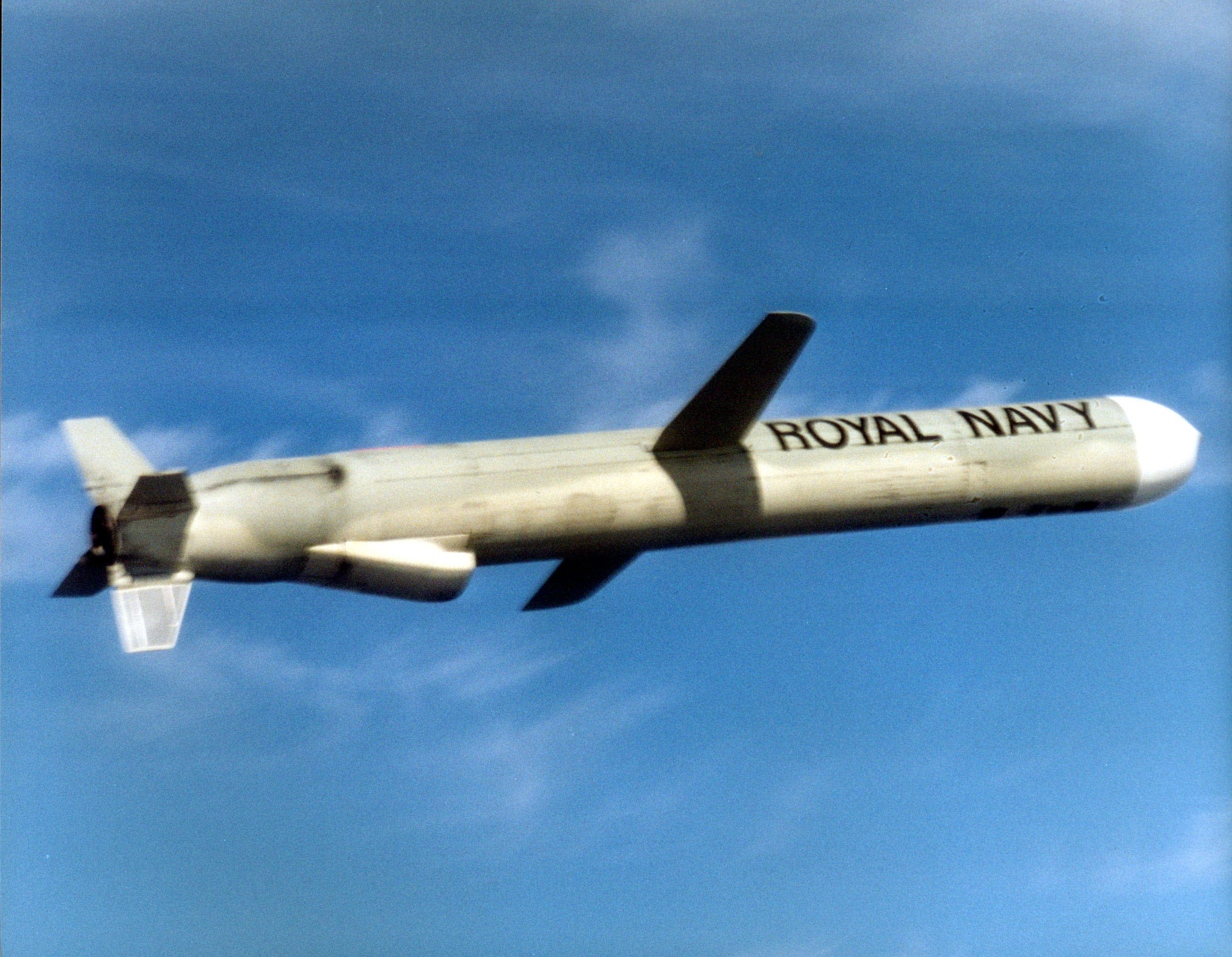
Un missile de croisière d'attaque terrestre Tomahawk de la Royal Navy

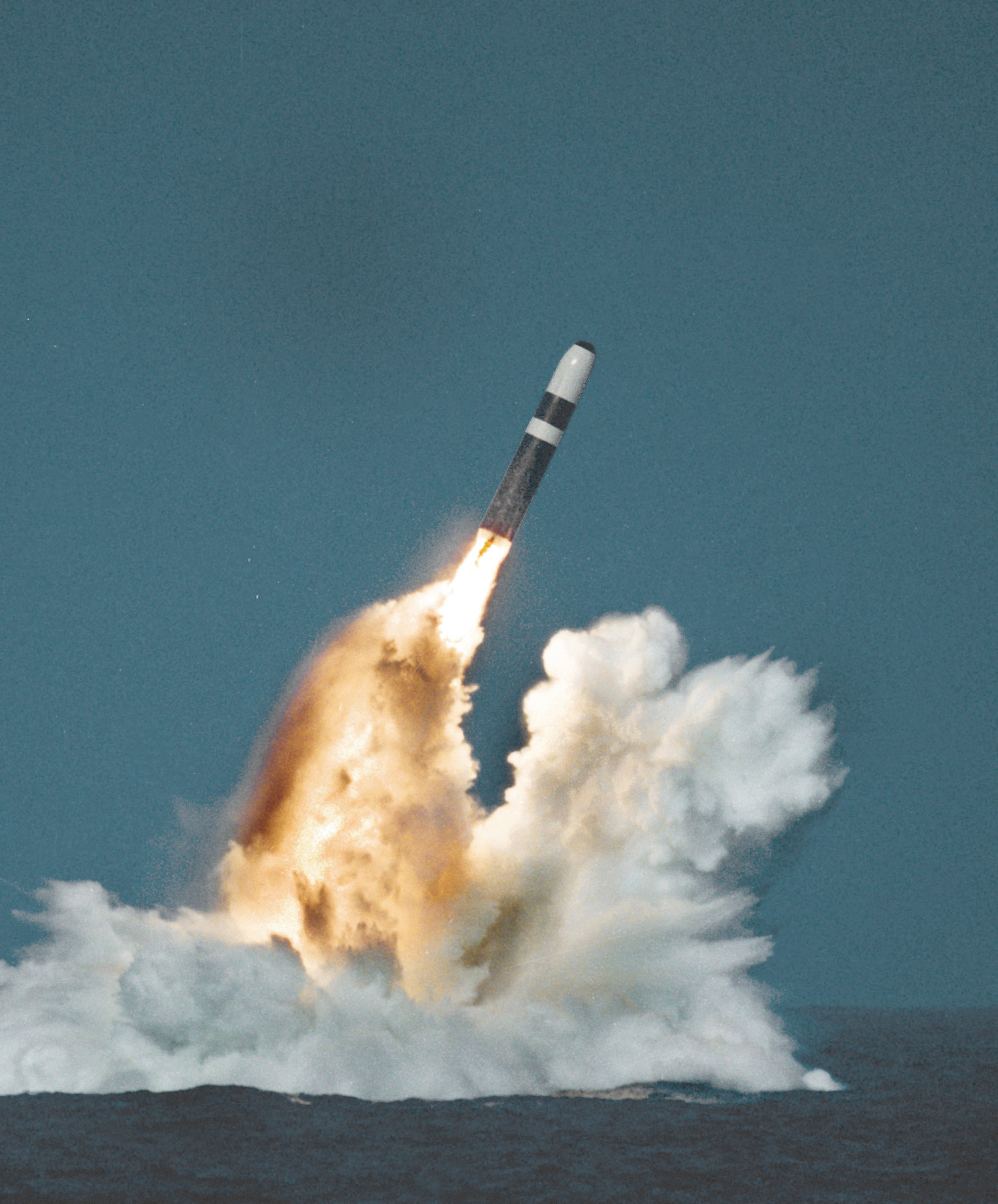
Un missile balistique intercontinental lancé par sous-marin Trident II

### Missile Tomahawk
Le missile Tomahawk, également connu sous le nom de TLAM (Tomahawk Land Attack Cruise Missile), permet aux sous-marins de la Marine de frapper avec précision des cibles terrestres. Le missile est en service dans la Royal Navy depuis la fin des années 1990 et a été utilisé dans le conflit du Kosovo et dans les campagnes de la guerre d'Afghanistan et d'Irak. Il est tiré depuis les tubes lance-torpilles d'un sous-marin. Une fois qu'il atteint la surface, une fusée d'appoint s'allume pour propulser le missile vers le ciel. Le Tomahawk se dirige ensuite vers sa cible à 890 km/h, délivrant une ogive explosive de 450 kg.
La version IV du missile Tomahawk est la dernière évolution de cette famille de missiles de croisière. Elle dispose d’une portée plus longue que ses prédécesseurs, d’une capacité de redirection en vol vers une nouvelle cible, ainsi que d’une fonction de retransmission d’images du champ de bataille. Dans la Royal Navy, ce missile est embarqué sur l’ensemble des sous-marins des classes Trafalgar et Astute. Il est actuellement prévu d'être[Quand ?] progressivement retiré du service de l'US Navy, avec plus aucune arme à produire après 2015, ce qui signifie qu'il pourrait ne plus être une option pour la Royal Navy vers la fin de la décennie Le Royaume-Uni a acheté pour la dernière fois 65 missiles d'attaque terrestre Tomahawk en juillet 2014.

### Missile balistique Trident II D5
Le missile nucléaire Trident est la dissuasion nucléaire britannique. Emporté uniquement par les quatre sous-marins de classe Vanguard, les missiles parcourent jusqu'à 11 000 km à plus de 21 000 km/h. Chaque sous-marin Vanguard peut emporter jusqu'à seize missiles, et chaque missile peut délivrer jusqu'à huit ogives. Chaque ogive à rendement variable peut avoir un rendement jusqu'à 100 kt.